# Przyoczko

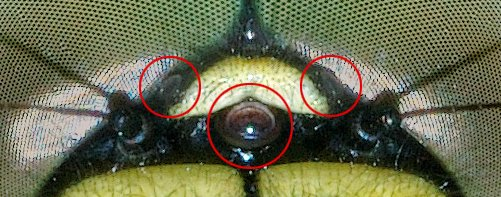
Przyoczka u ważki

Przyoczko (l.mn. przyoczka), oczko (ocellus) – pojedynczy narząd wzroku występujący u stawonogów. Wyróżnia się przyoczka boczne (ocellus lateralis, stemma), obecne w liczbie 1–7 par na bocznej lub brzusznej części głowy larw owadów o przeobrażeniu zupełnym i u skoczogonków oraz przyoczka grzbietowe (ocellus dorsalis, ocellus anterior), o pojedynczym aparacie dioptrycznym i licznych receptorach, występujące w liczbie 1–3 par na czole u imagines i larw niektórych owadów o przeobrażeniu niezupełnym.
Pszczoły mają trzy przyoczka na głowie pomiędzy parą oczu złożonych. Przyoczka służą im głównie do określenia jasności przedmiotów.
U mrówek widzących występują przyoczka zauważalne jako małe ciemne wypukłe punkty w środkowej części głowy pomiędzy czułkami.